# Mauricio Rodas
Mauricio Esteban Rodas Espinel  (Quito, 15 de abril de 1975) es un abogado y político ecuatoriano, es el fundador y Presidente Nacional del Partido Político  Sociedad Unida Más Acción  y desde el 2014 hasta el 2019 fue Alcalde Metropolitano de Quito.

## Carrera política
Nació en Quito el 15 de abril, hijo de Gustavo Rodas y Victoria Espinel Elizalde y tiene 4 hermanos, su educación secundaria la realizó en el Colegio Intisana y en la Unidad Educativa Tomás Moro, ambas en la ciudad de Quito; en esta última fue nombrado presidente del consejo de estudiantes. Obtuvo su licenciatura en Jurisprudencia en la Universidad Católica del Ecuador en Quito, y cuenta con un masterado en Ciencias Políticas y Administración Gubernamental de la Universidad de Pensilvania.
Después de graduarse de abogado en la Pontificia Universidad Católica del Ecuador, adquirió relevancia pública en 2011 cuando el presidente ecuatoriano Rafael Correa dirigió hacia él duras críticas luego que Rodas presentó el Índice Ethos de la Pobreza en el que se listaba a Ecuador como el tercer país más pobre de Sudamérica.
En 2012 participó en el Foro Económico Mundial, y fundó el partido político Sociedad Unida Más Acción (SUMA). Rodas promovió a través de SUMA su candidatura a la Presidencia del Ecuador en las elecciones de febrero de 2013 en las que obtuvo el cuarto lugar de entre 8 candidatos con el respaldo del 3,90% del electorado.

## Alcaldía de Quito
Luego de participar en las elecciones presidenciales de 2013 y adquirir protagonismo en Quito Rodas postuló su candidatura por el partido SUMA en alianza con el movimiento VIVE, de Antonio Ricaurte, que retiró su candidatura e integró la lista de concejales, y el movimiento CREO retiró a su precandidato a Alcalde de Quito. A inicios de noviembre de 2013 se oficializó su participación como candidato a alcalde. Inicialmente tuvo una intención de voto aproximada del 22.5% frente al 49.5% del candidato a la reelección y durante 4 de las 6 semanas que duró la campaña electoral Barrera tenía una amplia ventaja sobre Rodas pero con un alto porcentaje de indecisos, que definieron su voto en las últimas semanas. Un mes antes de la fecha de elecciones la empresa encuestadora Perfiles de Opinión daba 46% a Augusto Barrera sobre un 28% a Mauricio Rodas. Mauricio Rodas fue elegido con una votación de aproximadamente 58% sobre un 38% de Augusto Barrera. Mauricio Rodas asumió su cargo el 14 de mayo de 2014 con 39 años de edad.
El 10 de julio de 2014, de acuerdo a la encuesta realizada por la empresa Perfiles de Opinión, el 89% de quiteños calificaron de buena y muy buena su actuación como alcalde del Distrito Metropolitano de Quito. Al avanzar el panorama, el 30 de noviembre de 2015, una medición de la empresa encuestadora Perfiles de Opinión da a conocer que el 33,4% de los encuestados califican de buena/muy buena su gestión. A diciembre de 2015 de acuerdo a CEDATOS el 46% desaprueba su gestión, el 49% aprueba su gestión. Entre el 6 y 7 de mayo de 2017 la encuestadora Perfiles de Opinión publicó una encuesta acerca de la Gestión del Alcalde de Quito mostrando que el 68.9% de los encuestados tiene una mala opinión (48.15% mala y 20.75% muy mala) y solamente el 31.1% tiene una buena opinión (29.03% buena y 2.07% muy buena).
En mayo de 2015 presentó el proyecto de transporte urbano tipo teleférico al que llamó Quitocables, cuya primera línea uniría los barrios marginales de Roldós y Pisulí, en la parroquia El Condado, con el sector de La Ofelia en Ponceano.
Bajo su mandato ocurrió el terremoto de Ecuador de 2016, durante el cual tuvo que coordinar el apoyo de la Ciudad de Quito a los afectados. El 21 de abril de 2016 Rodas informó ante el Concejo Metropolitano de Quito las acciones adoptadas tras el terremoto. En agosto del 2016, la alcaldía de Rodas sufrió una crisis debido a la solución Vial Guayasamín propuesta por el alcalde para descongestionar el norte de la ciudad, recibiendo fuertes críticas por parte de los concejales oficialistas como de oposición, diciendo que faltaron estudios y que la solución era inviable, lo cual resultó en la renuncia de la vicealcaldesa Daniela Chacón y la elección de Eduardo del Pozo, concejal del Movimiento CREO como nuevo vicealcalde.
En junio del 2017, el alcalde decidió ingresar a trámite la propuesta de incremento del pasaje del transporte público de 0,25 a 0,30 centavos, lo cual causó una serie de manifestaciones en contra de esta medida la última semana de junio.

## Controversias
Mauricio Rodas es sospechoso de implicación en el escándalo de corrupción Odebrecht. Sin embargo las autoridades judiciales ecuatorianas archivaron la investigación relacionada al caso Odebrecht debido a que no hubo elementos suficientes para continuar con la misma. La fiscal a cargo del caso confirmó que la Fiscalía General del Estado, no ha entregado el informe en donde se establezca responsabilidad alguna sobre los funcionarios.
Luego de aclararse el tema de las sospechas en el caso Odebrecht, Mauricio Rodas señala que la decisión de la jueza reitera la transparencia de la obra del Metro de Quito.

## Vida personal
Se casó con Mónica Merino, con quien tuvo a su primera hija, y posteriormente con María Fernanda Pacheco con quien tuvo 3 hijos. Desde el año 2021 está casado con Andrea Vivero.